# Гатыр Мамед
Гатыр Мамед или Катыр Мамед (азерб. Qatır Məmməd, наст. Мамед Али оглы Мамедов, азерб. Məmməd Əli oğlu Məmmədov; 1887 — 18 сентября 1919) — предводитель крестьянского выступления в Елизаветпольской губернии в 1918—1919 годах. Его отряд отличался большой мобильностью, нанося весьма ощутимые поражения правительственным войскам, захватывая порой обозы с оружием и боеприпасами.
Отношение к движению Катыр Мамеда в разные исторические эпохи заметно отличалось. В официальных донесениях тех лет он рассматривался как разбойник; в литературе советского периода Катыр Мамед именовался народным героем, а само его имя стало легендарным. По мнению же историка Э. Исмаилова, это был борец-одиночка, выступавший против любой власти вообще.

## Биография
Мамед Мамедов родился в 1887 году в селе Геранбой-Ахмедли Елизаветпольской губернии. Когда ему было 9 лет, его определили в русскую начальную школу села Башкенд. Проучившись четыре года, он вернулся в родное селение. В 1903 году М. Мамедов поступил в ремесленное училище в Гяндже, но в 1905 году его отчислили за революционную деятельность. О годах его пребывания в Михайловском ремесленном училище также известно, что дирекция как-то наложила на него взыскание за то, что он прочёл на одном из собраний училища стихотворение Сабира «Экинчи» (Сабир был одним из самых любимых поэтов Катыр Мамеда).
Из крестьян он вскоре сформировал вооружённый отряд. В январе 1910 года его отряд разбил банду помещика Ахверди Адигёзалова. Сам Гатыр Мамед в том бою был ранен. В 1914 году он предстал перед судом и был выслан на 10 лет в Иркутск.

### Во главе вооружённого отряда
Вернувшись в 1917 году из ссылки, он вновь сформировал из жителей соседних селений партизанский отряд, который развернул борьбу против беков и помещиков, громя их имения. Его отряд был связан с крестьянами селений Сафикюрд, Борсунлу, Кызыл-Гаджили, Моллавели, Зейва, а также армянских селений нагорной полосы — Гюлистан, Ортакенд, Чайкенд и др.. Через особого представителя этот отряд имел связь с бакинскими коммунистами, которые, как и гянджинские коммунисты, оказывали помощь в приобретении оружия и боеприпасов. Гянджинский губернатор в письме министру внутренних дел отмечал, что «отряд Катыр Мамеда хорошо организован и вооружён. Операции отряда направляет Бакинская большевистская организация».
Катыр Мамед бросил лозунг «Подавите ханов и беков!». Его отряд совершал нападения на имения беков, чиновников и стражников, на отдельные регулярные части азербайджанской армии. 14 февраля, как сообщается в одном донесение, отряд совершил нападение на 3-й полицейских участок Гянджинского уезда, в результате которого погиб урядник. Спустя несколько дней со своим отрядом численностью 80 человек он совершил налёт на дом помещика Мамедбека Мамедханбекова. Последний был убит, его дом ограблен. В телеграмме гянджинского губернатора министру внутренних дел от 20 февраля отмечалась, что эта «шайка ежеминутно увеличивается, намерена систематически грабить привилегированных, состоятельных».
20 марта 1919 года партизаны во главе с Катыр Мамедом, Кербалаи Аскером, М. Алиевым и Кор Вели численностью, по разным источникам, 600 или 800 человек, окружили Гянджу и после четырёх часов обстрела ворвались в город, вынудив губернатора И. Векилова оставить свой пост и с остатками воинских частей уехать в Баку. Только с прибытием подкрепления гянджинскому гарнизону Катыр Мамед снял осаду с города. Это событие послужило одной из причин падения кабинета Фатали Хан Хойского.
Поскольку в распоряжении уездного начальника находилось 60 стражников, то без военной поддержки уничтожить этот отряд не представлялось возможным, в связи с чем военного министра просили отправить войска для подавления движения Катыр Мамеда. 15 апреля ганджинский уездный начальник рапортовал ганджинскому губернатору:
…Положение в третьем участке настолько серьёзное, что привести население в нормальный порядок и подчинение законам возможно только военной силой. Необходимо разбить орудийным огнём очаги анархии, неповинующейся власти, силой оружия заставить явиться к власти. Без этих крайне беспощадных, но необходимых мер, водворить в 3-м участке порядок невозможно.
Правительство старалось оказать помощь бекам; в сам район оперирования отряда Катыр Мамеда были отправлены крупные воинские части. У селения Бойахмедли Катыр Мамед вступил в бой с бекскими отрядами. На помощь последним прибыли регулярные воинские части. В ходе боя его отряду удалось взять в плен 25 солдат азербайджанской армии, а также орудия, много ящиков с патронами и винтовками. После этого правительственные войска обстреляли Бойахмедли и сравняли его с землёй. Борьба с отрядом Катыр Мамедов была настолько трудной, что ганджинский губернатор в письме к уездному начальнику Исрафилбекову требовал от войск оставить «…глубокие следы своего пребывания на участке, дабы в будущем не могло быть образовано и скоплено подобных шаек…».
Отряд Катыр Мамеда не ограничивался только нападениями на государственных чиновников, беков и столкновениями с частями регулярной армии. Его отряд неоднократно проводил диверсии на линиях связи, железнодорожном сообщении и.т.п. Например, в докладе гянджинскому губернатору помощник уездного начальника сообщал, что «отрядом Катыр Мамеда было организовано крушение поезда с горючим на ст. Далимамедлы, в результате чего погиб 21 вагон и паровоз». В донесении уездного начальника также сообщалось, что отряд увеличивался с каждым днём за счёт дезертиров и «лиц с туманным прошлым», которые стекались со всех сторон уезда. Он вынужден был признать, что «правительство Азербайджана до того бессильно, что даже не в состоянии бороться с ним…». В донесении говорилось: «этой шайкой и ей подобными открыто пропагандируется аграрное движение. Агитация Катыр Мамеда в некоторых местах имеет крупный успех не только среди населения, но даже и среди служащих». Уездный начальник писал ганджинскому губернатору:

Катыр Мамед, стяжавший себе славу неустрашимого, отчаянный разбойник, сеет большевистскую пропаганду среди тёмного люда, которая не всегда проходит безуспешно. Я убеждён в том, что подлежащие задержанию представители крестьянского населения, если они только скрываются от властей, примкнут к большевистскому движению.
Как-то отряд Катыр Мамеда расположился в армянском селении Эркеч. Гянджинский губернатор потребовал от армян арестовать и выдать его властям, но они отказались это сделать. Помимо азербайджанцев, в его отряде также сражались армяне. Последние упоминаются в докладной записке окружного прокурора Гянджи от 11 сентября 1919 года: «Утром, когда нападавшие скрылись, приставу Алиеву удалось выяснить, что нападение совершил Катыр Мамедов с примкнувшими к нему 100 армянами».
Против отряда Катыр Мамеда летом того же года были брошены правительственные войска численностью 500 человек, но в сражении у Геранбой-Ахмедли они были разбиты. С получением новых подкреплений, правительственным войскам вскоре удалось оттеснить отряд Катыр Мамеда.

### Гибель
Намереваясь соединить свои части с Красной Армией, Катыр Мамед предпринял попытку прорваться в Дагестан. 18 сентября 1919 года, при попытке переправиться через реку Куру, отряд Катыр Мамеда был неожиданно атакован у селения Гарагузах крупными войсковыми силами мусаватистов и разбит. Катыр Мамед был убит ещё к началу боя из засады. Тем не менее, несмотря на его ликвидацию, вооружённая борьба в Гянджинском уезде фактически не прекращалась.

## Память
- Поэт Зейнал Халил написал поэму «Гатыр Мамед»[27].
- О жизни и революционной борьбе Гатыра Мамеда снят фильм Мститель из Гянджабасара.
- Именем Гатыра Мамеда был назван колхоз в Касум-Исмаиловском районе Азербайджана.
- В 1972 году в Гяндже был установлен памятник[азерб.]  Гатыр Мамеду (скульптор Г. Суджеддинов)[28], демонтированный в 2008 году[8].